# Drehenthalerhof
Der Drehenthalerhof ist der einzige ausgewiesene Ortsbezirk innerhalb der Stadt Otterberg und mit über 400 Einwohnern deren größte Einzelsiedlung abseits der Kernstadt.

## Lage
Der Drehenthalerhof befindet sich im Nordosten der Stadt inmitten des Otterberger Wald unweit der Gemarkungsgrenze zu Wartenberg-Rohrbach. Unmittelbar nördlich erstreckt sich der 399,6 Meter hohe Eulenkopf, nordwestlich der 389,2 Meter messende Backofen und nordöstlich der 370 Meter hohe Einsiedlerberg. Ebenfalls nordöstlich des Ortes befindet sich der als Naturdenkmal ausgewiesene Ellenbachweiher, der vom namensgebenden Ellenbach durchflossen wird.

## Geschichte
Wie der Ortsname bereits verrät, wurde vor Ort früher Glas hergestellt.

## Politik
Der Ort verfügt über einen Ortsbeirat sowie einen Ortsvorsteher. Letzteres Amt hat seit 2023 Erwin Carra inne. Sein Vorgänger war der ab 2014 amtierende Martin Klußmeier.

## Wirtschaft und Infrastruktur
Der Drehenthalerhof ist über die als Stichstraße angelegte Kreisstraße 35 an das Straßennetz angebunden.
Der Fernwanderweg Donnersberg–Donon streift den westlichen Siedlungsrand; mitten durch die Bebauung verläuft ein Wanderweg der mit einem grün-gelben Balken markiert ist. Vor Ort existiert außerdem der nach Baalborn führende Glashütter Pfad.